# Haas Automation
Haas Automation Inc. — американское станкостроительное предприятие, базирующееся в Окснарде, Калифорния. По объёмам производства Haas Automation является одним из крупнейших производителей станков в мире.
Компания специализируется на выпуске токарных станков c ЧПУ, фрезерных станков с ЧПУ, вертикально-обрабатывающих центров и другого металлорежущего оборудования.
Фирма основана в 1983 году Джином Хаасом. В настоящее время производство станков HAAS располагается на площади более 93 000 м². Денежный оборот компании оценивается в один миллиард долларов.
По состоянию на 2017 год компания произвела 13 500 станков, из которых 55% поставлялись на экспорт, в том числе 3500 станков — в Европу .

## Новый завод в Хендерсоне
В начале 2019 года Haas Automation объявила о намерении построить новый завод в Хендерсон (Невада). Компания сообщила о планах возвести более 20 зданий производственного, складского и офисного характера, общей площадью свыше 210 000 м². В течение 5 лет планируется создать 1400 рабочих мест со средней заработной платой 24.04 долл/час. Общая сумма инвестиций составит 327 миллионов долларов. 